# Bussum
Bussum () è una località dei Paesi Bassi di 32 128 abitanti situata nella provincia dell'Olanda Settentrionale, capoluogo del comune di Gooise Meren e comune autonomo fino al 2015.
Bussum viene nominato per la prima volta nel 1306. Allora è ancora un paesino di minor importanza, situato nella brughiera vicino a Naarden. Il nome "Bussum" viene invece da "bos-hem", ovvero "casa nel bosco".
Dal 1389 in poi Bussum viene governato dal vicino paese fortificato di Naarden. Nel 1470, con i suoi 250 abitanti, Bussum è il paese più piccolo dell'intera zona, che porta il nome 't Gooi.
Nel 1817 Bussum diventa indipendente da Naarden, ma sarà soltanto con l'arrivo di una linea ferroviaria nel 1874 che il paese inizia a crescere. Sulla linea tra Amsterdam e Hilversum si costruiranno ben due stazioni, una condivisa con Naarden (Naarden-Bussum) e una nella parte meridionale del paese (Bussum-Zuid per l'appunto). Essendo ancora un paese piuttosto rustico, la buona connessione ad Amsterdam permette ai ricchi della capitale di spostarsi a Bussum, dove negli anni 1874-1930 si costruiscono numerose grandi ville private nel quartiere 't Spieghel.
Negli anni 1898-1907 Bussum ha ospitato la prima colonia socialista sul modello di Walden di Thoreau, fondata dallo scrittore e psichiatra Frederik van Eeden.
Sempre a Bussum avviene nel 1951 la prima trasmissione televisiva nazionale nella storia dei Paesi Bassi, dallo studio Irene.